# Ceremonieel deïsme
Ceremonieel deïsme is een Amerikaans staatsrechtelijk concept.

## Geschiedenis
De juridische term wordt in de Verenigde Staten gehanteerd voor staatsrechtelijke, wetgevende en administratieve bepalingen die formeel een religieus karakter hebben maar materieel slechts geijkte uitdrukkingen zijn die een ritueel en niet-religieuze betekenis hebben.  Ze zijn historisch en cultureel ontstaan en een vast gebruik geworden.  Maar ze hebben geen enkele inhoudelijk bindende betekenis meer. 
Voorbeelden zijn de referentie naar het begrip God die in 1954 werd ingevoegd in de Pledge of Allegiance en de zin In God We Trust die staat afgedrukt op de Amerikaanse dollar. Een ander voorbeeld is Kerstmis als nationale feestdag in de V.S.
Het juridisch begrip werd in 1962 in de rechtsleer vastgesteld door de decaan van de Yale Law School, Eugene Rostow. Hij definieerde het als 
"... practices that are so conventional and uncontroversial as to be constitutional. ..."
Het religieuze en culturele klimaat dat heerste op het Noord-Amerikaanse continent ten tijde van de oprichting van de Verenigde Staten is verantwoordelijk voor de keuze van het begrip deïsme door Rostow. Deïsme is het geloof in een god die het heelal heeft geschapen en de natuurwetten en het leven, maar na deze schepping niet meer is tussenbeide gekomen.  God observeert enkel het verloop van de geschiedenis zonder miraculeus ingrijpen in de tussentijd.  Het is hetzelfde godsconcept als dat van Dieu l'horlogier van de Verlichting of van de Opperbouwmeester van het Heelal van de Vrijmetselarij
In 1963 werd het door het Amerikaanse Hooggerechtshof geïntroduceerd in de leer betreffende exempties aangaande de Establishment Clause van het First Amendment bij de U.S. Constitution.  
De kwalificerende voorwaarden opdat een praktijk (practice) als ceremonieel deïsme kan worden beschouwd zijn: 
- vrijwilligheid,
- onpartijdigheid,
- onwaarschijnlijk dat het de betrokkenen zal indoctrineren,
- geworteld in sociale gewoonte.

In 1984 werd het begrip in de rechtspraak vastgesteld in een dissenting opinion vanwege Hooggerechtshofrechter William Brennan in de zaak Lynch v. Donnelly, 465 U.S., 668 (1984).
"... I would suggest that such practices as the designation of "In God We Trust" as our national motto, or the references to God contained in the Pledge of Allegiance to the flag can best be understood, in Eugene Rostow's apt phrase, as a form a ceremonial deism, protected from Establishment Clause scrutiny chiefly because they have lost through rote repetition any significant religious content. ..."
In 2004 werd het begrip opnieuw vastgesteld in een concurring opinion vanwege Hooggerechtshofrechter Sandra Day O'Connor in de zaak Elk Grove Unified School District et al v. Newdow, 542 U.S. (2004).
"... There are no de minimis violations of the Constitution -- no constitutional harms so slight that the courts are obliged to ignore them. Given the values that the Establishment Clause was meant to serve, however, I believe that government can, in a discrete category of cases, acknowledge or refer to the divine without offending the Constitution. This category of ceremonial deism most clearly encompasses such things as the national motto In God We Trust, religious references in traditional patriotic songs such as The Star-Spangled Banner, and the words with which the Marshal of this Court opens each of its sessions (God save the United States and this honorable Court). These references are not minor trespasses upon the Establishment Clause to which I turn a blind eye. Instead, their history, character, and context prevent them from being constitutional violations at all. ..."